# کادن
کادن (به آلمانی: Kaden) یک شهر در آلمان است که در وستروالدکرایس واقع شده‌است. کادن ۶۱۷ نفر جمعیت دارد.